# Шпор, Георг
Георг Шпор (нем. Georg Spohr; род. 24 января 1951, Магдебург, Саксония-Анхальт) — немецкий гребец, рулевой, выступавший за сборную ГДР по академической гребле во второй половине 1970-х годов. Двукратный олимпийский чемпион, чемпион мира, победитель многих регат национального и международного значения.

## Биография
Георг Шпор родился 24 января 1951 года в Магдебурге, ГДР. Проходил подготовку в местном одноимённом спортивном клубе.
Первого серьёзного успеха на взрослом международном уровне добился в сезоне 1976 года, когда вошёл в основной состав восточногерманской национальной сборной и благодаря череде удачных выступлений удостоился права защищать честь страны на летних Олимпийских играх 1976 года в Монреале. В качестве рулевого вместе с Харальдом Ерлингом и Фридрихом-Вильхельмом Ульрихом занял первое место в мужских распашных рулевых двойках, опередив преследовавший экипаж из СССР почти на три секунды, и тем самым завоевал золотую олимпийскую медаль.
В 1977 году побывал на чемпионате мира в Амстердаме, откуда привёз награду серебряного достоинства, выигранную в зачёте рулевых двоек — уступил здесь только экипажу из Болгарии.
На мировом первенстве 1979 года в Бледе одержал победу в двойках.
Находясь в числе лидеров гребной команды ГДР, благополучно прошёл отбор на Олимпийские игры 1980 года в Москве — с теми же партнёрами как и четыре года назад вновь обошёл всех соперников, добавив в послужной список ещё одно олимпийское золото.
За выдающиеся спортивные достижения дважды награждался орденом «За заслуги перед Отечеством» в серебре (1976, 1980).
По образованию — инженер по телекоммуникациям. После завершения спортивной карьеры работал в сфере кино и фотографии в Магдебурге.